# Jörg Moukaddam
Jörg Moukaddam (Berlijn, 4 april 1967) is een Duits acteur.
Hij brak internationaal door met zijn rol als Faxe in de langspeelfilms Wickie de Viking en Wickie en de Schat van de Goden. Hij is sinds 2012 ook bekend van zijn rol als Lenny Bode in de Nickelodeon-Studio 100-televisieserie Hotel 13.

## Filmografie
- 2008: Bully sucht die starken Männer
- 2009: Wickie und die starken Männer
- 2009: Die Märchenstunde – Der verflixte Flaschengeist
- 2010: Topper gibt nicht auf
- 2010: Jerry Cotton
- 2011: Wickie auf großer Fahrt
- 2012–2014: Hotel 13 (televisieserie, 22 afleveringen)
- 2012: Sams im Glück
- 2013: SOKO Wismar (televisieserie, aflevering 10x07)
- 2013: Der letzte Bulle (televisieserie, aflevering 4x13)
- 2013: Irre sind männlich
- 2014: Der Knastarzt (televisieserie, aflevering 1x03)
- 2015: Absolution
- 2015: Die Dienstagsfrauen – Zwischen Kraut und Rüben
- 2016: Sex & Crime
- 2018: 13 Uhr mittags
- 2018: Heldt (televisieserie, aflevering 6x03)
- 2019: Krauses Hoffnung

- Gemeinsame Normdatei: 1061688690
- International Standard Name Identifier: 0000 0001 3328 2268
- Virtual International Authority File: 311646885
- WorldCat: E39PBJtxkyqRm8pHR7PMYm6qcP